# Cornelis Ardjosemito
Cornelis Sarjadi Hendrik Ardjosemito (Marowijne, 27 juni 1947) is een Surinaams voormalig politicus van de KTPI.
Na de mulo ging hij werken bij het ministerie van Binnenlandse Zaken. In 1969 vertrok hij naar Nederland voor een studie-opdracht. In Den Haag volgde hij een opleiding bij de Bestuursschool Zuid-Holland. Nadat hij in 1973 teruggekeerd was in Suriname werd hij hoofd van het Immigratiekantoor. Een jaar later werd hij overgeplaatst naar het ministerie van Sociale Zaken waar hij hoofd personeelszaken werd. Bij de parlementsverkiezingen van 1977 werd hij verkozen tot lid van de Staten van Suriname maar kort daarop volgde zijn benoeming tot minister van Sociale Zaken in het tweede kabinet Arron. In 1978 stapte de KTPI uit de coalitie waarop Ardjosemito terugkeerde als Statenlid. Hij was van 1986 tot 1988 minister van Landbouw, Veeteelt en Visserij; eerst in het kabinet-Radhakishun en daarna het eerste kabinet Wijdenbosch.